# Timmy Fiasco: Błędy się zdarzają
Timmy Fiasco: Błędy się zdarzają (ang. Timmy Failure: Mistakes Were Made) – amerykański film komediowy z 2020 roku, oparty na serii książek o tytułowej postaci, autorstwa Stephana Pastisa. Reżyserem filmu jest Tom McCarthy.

## Fabuła
11-letni Timmy Fiasco prowadzi własną agencję detektywistyczną i uważa się za najlepszego detektywa w mieście. Pomagają mu jego niezawodni przyjaciele, szkolny kolega Rollo Tookus oraz wielki niedźwiedź polarny, Total.

## Obsada
- Winslow Fegley – Timmy Fiasco
- Ophelia Lovibond – Patty Fiasco
- Craig Robinson – pan Jenkins
- Kyle Bornheimer – Crispin
- Chloe Coleman – Molly Moskins
- Ruby Matenko – Maxine Schellenberger
- Kei – Rollo Tookus
- Ai-Chan Carrier – Corrina Corrina
- Caitlin Weierhauser – Flo[1]

Wersja polska
- Jakub Strach – Timmy Fiasco
- Anna Terpiłowska – Patty Fiasco
- Szymon Kuśmider – pan Jenkins
- Przemysław Glapiński – Crispin
- Antonina Żbikowska – Molly Moskins
- Anika Dagiel – Maxine Schellenberger
- Jakub Rutkowski – Rollo Tookus
- Maria Radolińska – Corrina Corrina
- Joanna Halinowska – Flo

## Produkcja
Zdjęcia w 2018 roku, m.in. w Surrey, w Kanadzie, gdzie zbudowano scenografię przypominającą przejście graniczne między Stanami Zjednoczonymi a Kanadą. 31 lipca 2018 ogłoszono, że Ophelia Lovibond została obsadzona w roli Patty Fiasco.